# Adolf Ryszka
Adolf Ryszka (Popielow bij Rybnik, 5 februari 1935 – Warschau, 28 april 1995) was een Poolse beeldhouwer.

## Leven en werk
Ryszka volgde van 1953 tot 1957 een beeldhouwopleiding aan het Liceum Technik Plastycznych w Zakopanem in Zakopane en studeerde van 1957 tot 1962 bij Jerzy Jarnuszkiewicz aan de kunstacademie van Warschau (Akademii Sztuk Pięknych w Warszanie). Vanaf 1969 nam Ryszka deel aan symposia van steenbeeldhouwers in Europa, Canada en Japan. In 1983 kreeg hij de leiding over de beeldhouwafdeling van de Nicolaas Copernicus-universiteit in Toruń (Uniwersytetu Mikołaja Kopernika w Toruniu), waar hij kort voor zijn dood in 1995 werd benoemd tot hoogleraar.

## Werken (selectie)
- 1969 : Zonder titel (zandsteen), Symposion Europäischer Bildhauer in Sankt Margarethen im Burgenland (Oostenrijk)
- 1971 : Grenzstein auf dem Weg (zandsteen), Straße der Skulpturen (St. Wendel) in Sankt Wendel (Duitsland)
- 1973/79 : Monument of the Immortal Love (graniet) - in samenwerking met de Japanse beeldhouwer Hajime Togashi, Fuji Memorial Park (Japan)
- 1975 : Between (marmer), Beelden in de VanDusen Botanical Garden in Vancouver (Canada)
- 1975 : Stone sculpture, in Kasama (Japan)
- 1982 : Three segments (zandsteen), Technische Universität Kaiserslautern in Kaiserslautern (Duitsland)
- 1986 : Ruhige Stein (marmer), beeldenroute Skulpturenweg Schweinstal bij Krickenbach (Duitsland)
- 1986 : Sarkophag, Polish Sculpture Center in Orońsko (Polen)
- 1989 : Haus der Meditation (graniet), Bürgerpark in Jockgrim (Duitsland)
- 1990 : Zonder titel (zandsteen), Beeldenpark symposium Hořice in Hořice (Tsjechië)

## Fotogalerij

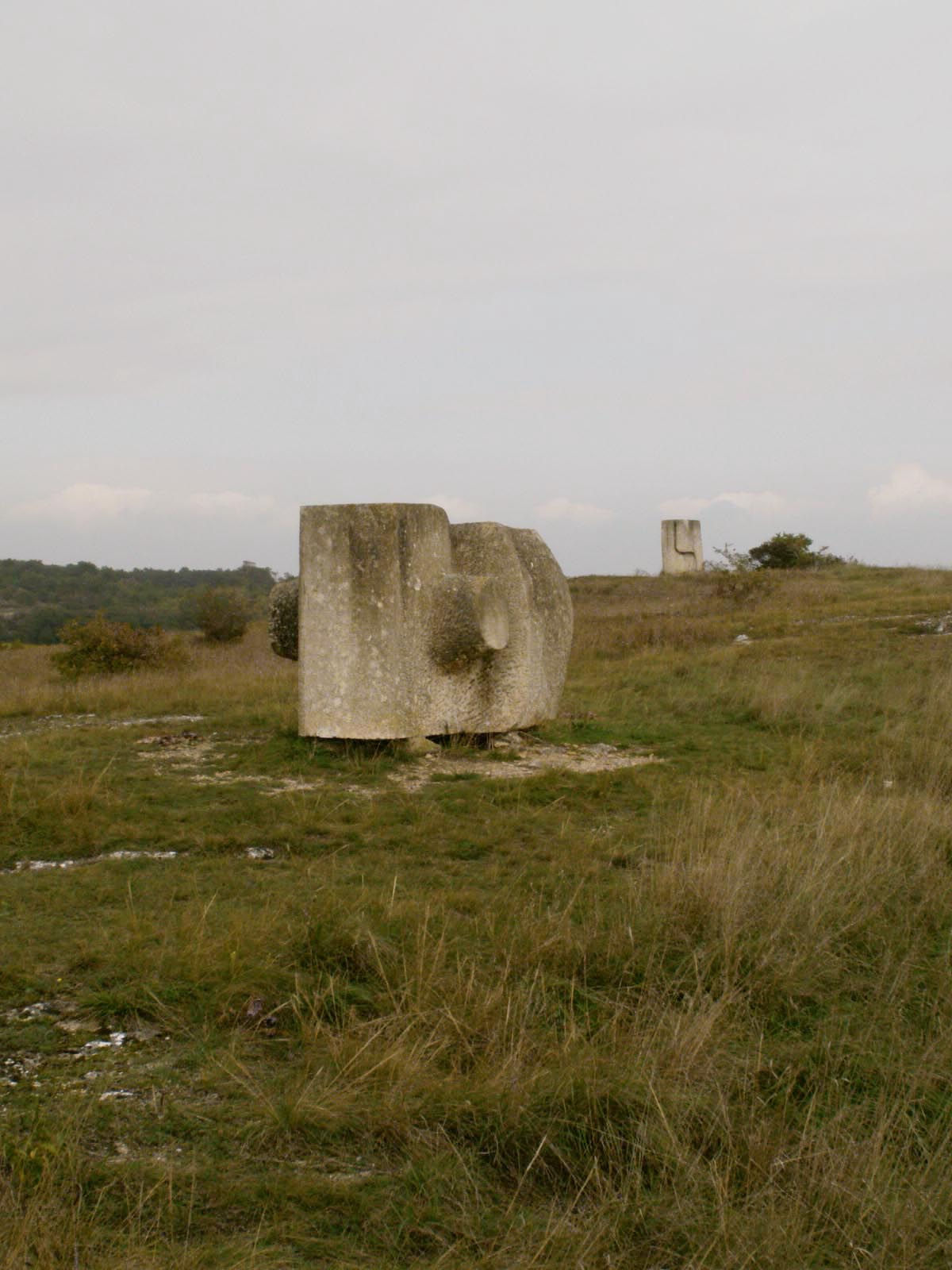
Zonder titel (1969)
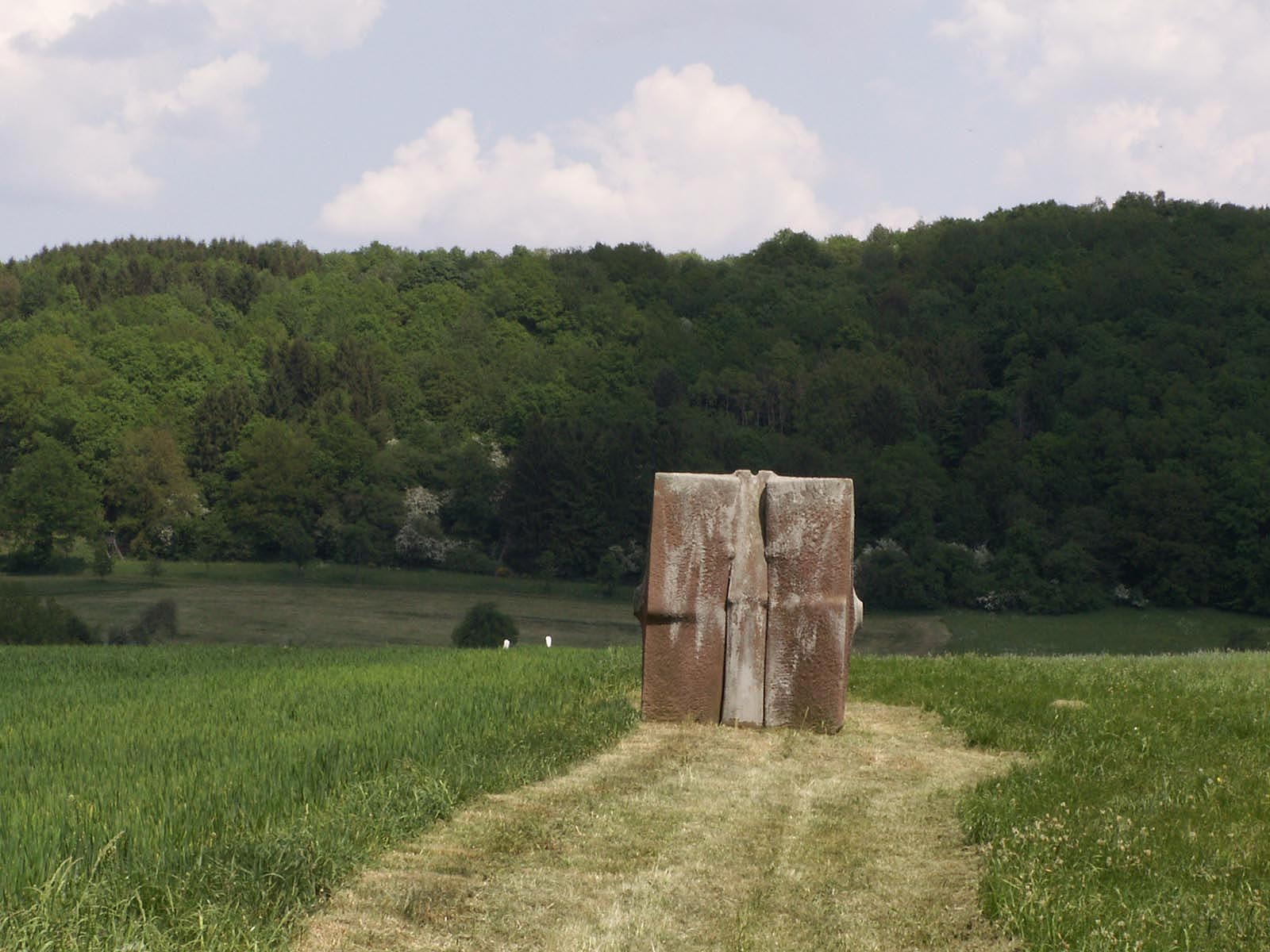
Grenzstein auf dem Weg (1971)
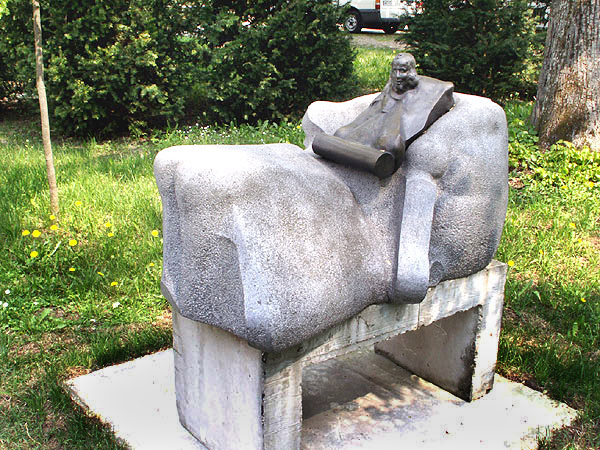
Sarkophag (1986)

- Gemeinsame Normdatei: 1041209207
- International Standard Name Identifier: 0000 0000 7890 4553
- Library of Congress Control Number: n2007089881
- Nationale Bibliotheek van Tsjechië: mzk2005271803
- Union List of Artist Names: 500073423
- Virtual International Authority File: 48686391
- WorldCat: E39PBJt8kbGCDd46vxWJ9D4H4q